# Mosquée d'Ayazma
La mosquée d'Ayazma (Ayazma Camii, en turc) est une mosquée du district d'Üsküdar à Istanbul en Turquie, construite sous le règne de Mustafa III entre 1760 et 1761 par l'architecte Mehmed Tahir Ağa. De plan carré et de style baroque ottoman, elle possède un seul minaret. Elle fait partie d'un complexe (külliye) qui abrite, outre la mosquée, une école, des bains, une fontaine aux ablutions (şadırvan) et un marché. 